# Odontotrypes rugososulcatus
Odontotrypes rugososulcatus är en skalbaggsart som beskrevs av Nikolajev 2009. Odontotrypes rugososulcatus ingår i släktet Odontotrypes och familjen tordyvlar. Inga underarter finns listade i Catalogue of Life.